# Белый город
Белый город — историческая местность Москвы внутри несохранившихся стен Белого города (а ныне Бульварного кольца), но вне Китай-города и Кремля. Включала в себя такие районы, как Занеглименье, Кучково поле и Кулишки.
В летописных источниках Белым городом называлась и сама крепостная стена. Это третья (после стен Кремля и Китай-города) крепостная стена Москвы.

## Происхождение названия
Бытуют разные объяснения названия Белый город. П. В. Сытин в своей книге «Из истории московских улиц» объясняет происхождение названия тем,
что в XVI—XVII вв. здесь жили главным образом бояре и дворяне, находившиеся на постоянной царской службе, почему земля, занятая их дворами называлась «белой» — то есть была освобождена от земельных налогов, которыми облагались «чёрные» земли ремесленников, торговцев и землепашцев.  
Название Белый город может происходить и от того, что кирпичные стены крепости были выкрашены белой известью.
В этой первой деревянной стене лежит другой город, обнесённый каменной стеной, бело-набело выштукатуренною и украшенною множеством башен и зубцов; жители зовут эту часть города «Царь-Град».
Встречаемое в летописях наименование Царёв город могло объясняться тем, что здесь жили в основном царёвы, государевы люди.

## Ранняя история
Белый город стал застраиваться в XIV веке. Ближе к концу века вокруг него был прорыт ров и насыпан вал. В пределах этой местности находился загородный двор великого князя, а также усадьбы ряда бояр. Название Старосадского переулка указывает на наличие садов в округе.
На левом берегу реки Неглинной при Иване III был выстроен Пушечный двор. С западной стороны от кремля Иван Грозный поселил своих опричников (т.н. Опричный двор).

## Стены и башни Белого города

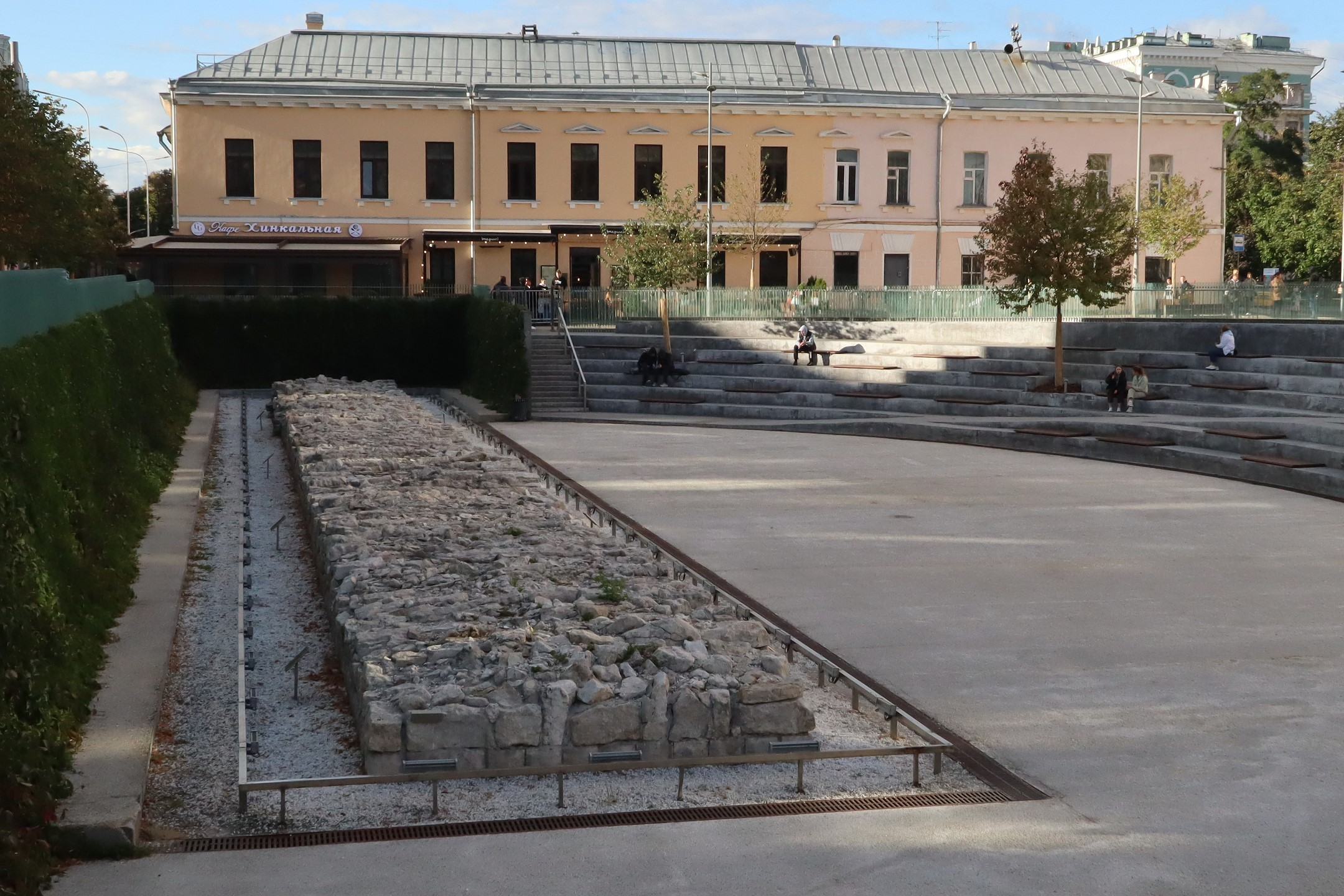
Фагмент стены на Хохловской пл. 2022 г.

Территория Белого города была защищена крепостной стеной по решению правительства, возглавляемого боярином Борисом Годуновым, после того, как прежние деревянные укрепления на земляном валу сгорели при набеге крымских татар в 1571 году. Строительство велось в начале 1590-х годов, точные даты начала и окончания строительства дискуссионны. Строительство возглавил известный зодчий Фёдор Конь.
Современники, в том числе многие иностранцы, исключительно высоко оценивали архитектурно-художественные достоинства творения Федора Коня, придававшего старой Москве большую красоту, стройность, величие. Что же касается военно-инженерных достоинств Белого города, то ещё до окончания строительства они, по-видимому, произвели такое впечатление на подошедшего летом 1591 года к Москве со своим войском крымского хана Казы-Гирея, что тот не решился на штурм города и поспешил отступить от русской столицы.
О том, как выглядела стена Белого города, можно составить представление по Смоленской крепостной стене, которая была построена вслед за Белгородской под руководством того же самого зодчего. К началу XVIII стена утратила фортификационное значение и стала разбираться на кирпич. При Екатерине II было принято решение об окончательном сносе стены и башен Белого города. На их месте высаживались деревья, и эти зелёные насаждения образовали современное Бульварное кольцо.
Разборку стены курировал Каменный приказ во главе с П. Н. Кожиным. Он составил проект перепланировки Москвы, который определил пути развития города в конце XVIII — первой половине XIX вв. Арбатские ворота были снесены последними — в июле 1792 г.; впрочем, ещё в 1805 г. существовал фрагмент стены на берегу Неглинной с проемом для реки — так называемая «Труба».
В 2007 году на Покровском бульваре при строительных работах были обнаружен большой фрагмент остатков стены Белого города, который было решено законсервировать для всеобщего обзора на Хохловской площади.

## Башни и ворота

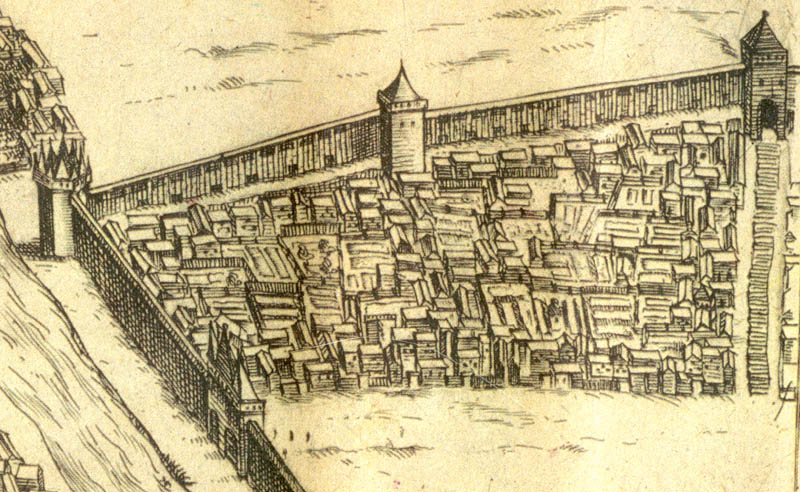
Семиверхая башня, Всехсвятские и Чертольские (Пречистенские) ворота на плане 1610 г

Ворота Белого города были следующие:
- Всехсвятские (Трисвятские, они же Водяные) в конце Ленивки, выводившие к Москве-реке и Всехсвятскому (Большому Каменному) мосту;
- Чертольские (Пречистенские) (ныне Площадь Пречистенские Ворота);
- Арбатские (Смоленские) (ныне Площадь Арбатские Ворота);
- Никитские (ныне Площадь Никитские Ворота);
- Тверские (ныне Пушкинская Площадь, ранее называлась Площадь Тверские Ворота);
- Петровские (ныне Площадь Петровские Ворота);
- Дмитровские (в XVII веке переделаны в глухую башню)
- Сретенские (ныне Площадь Сретенские Ворота);
- Фроловские (Мясницкие) (ныне Площадь Мясницкие Ворота);
- Покровские (ныне Площадь Покровские Ворота);
- Яузские (ныне Площадь Яузские Ворота).

Названия московских площадей сохранили память о разрушенных башнях-воротах: Площадь Пречистенские Ворота, Площадь Арбатские Ворота, Площадь Никитские Ворота, Площадь Сретенские Ворота, Площадь Мясницкие Ворота, Площадь Покровские Ворота, Площадь Яузские Ворота. Нынешняя Пушкинская площадь долгое время именовалась площадью Тверских ворот. Сюда же следует отнести Белгородский проезд.

## Застройка Белого города

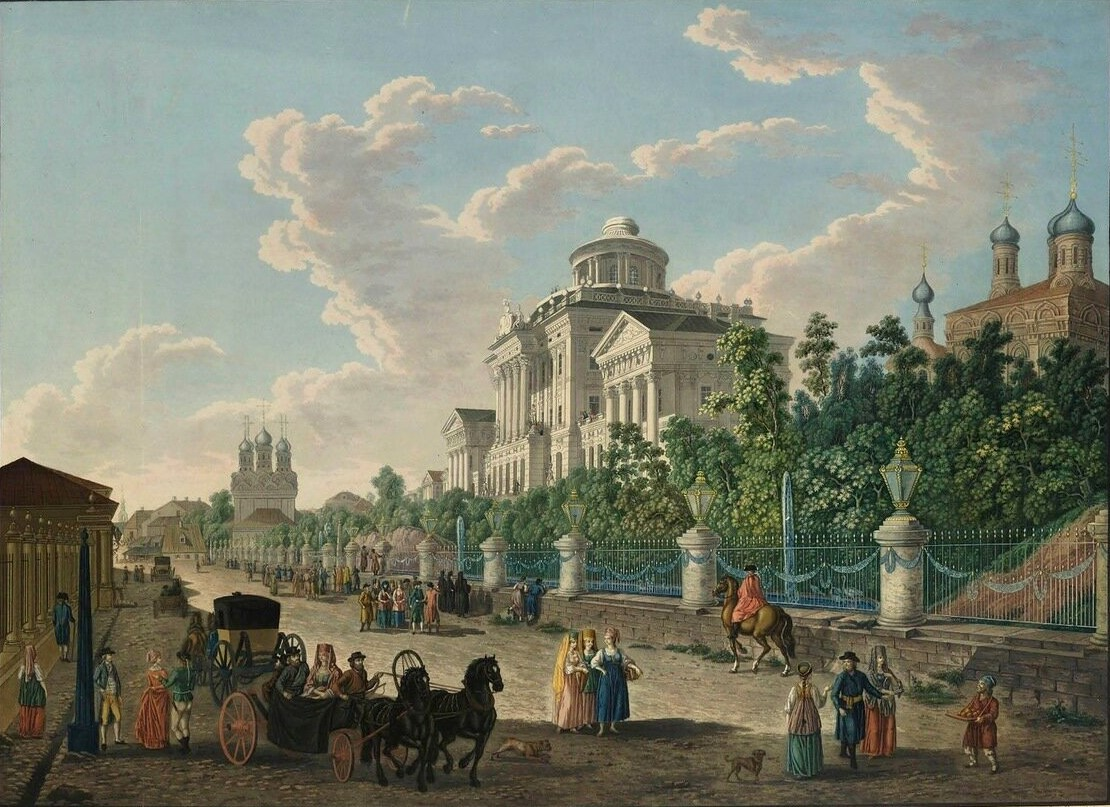
Белый город в конце XVIII века. Изображён дом Пашкова на Моховой

В старину в Белом городе располагались, в частности, Пушечный двор, Охотный ряд и Колымажный двор. После возведения каменной стены домовладения стали перестраиваться в камне, здесь расположены многие из сохранившихся в Москве палатных строений допетровской эпохи. В продолжение XVIII века улицы Белого города были замощены булыжником. В течение всего века здесь активно строило городские усадьбы московское дворянство.
В XVIII веке из кирпича, полученного при разборке стен Белого города, были выстроены многие здания. Ещё до вступления в должность московского главнокомандующего граф З.Г. Чернышёв сумел себе построить дом (Тверская, 13 — ныне здание мэрии Москвы) с применением камня от разбираемой стены Белого города.
Воспитательный дом на Москворецкой набережной также был сооружен из остатков стены Белого города.
В ведение Каменного приказа были переданы все казённые и частные кирпичные и черепичные заводы, все рабочие-каменщики. Каменный приказ следил за соответствием застройки плану 1775 года, согласно которому в Китай-городе и Белом городе можно было строить только каменные дома, а в Земляном городе — деревянные на каменном фундаменте.
«Белый город (зона древнего поселения)» — памятник археологии с региональной категорией охраны.

## Монастыри Белого города
- Ивановский монастырь — на холме, между Большой Ивановской улицей и Солянкой
- Высоко-Петровский монастырь — на Петровке
- Сретенский монастырь — на улице Большая Лубянка (до конца XIX века — Сретенке)
- Рождественский монастырь — на углу улицы Рождественка и Рождественского бульвара, рядом с Трубной площадью
- Златоустовский монастырь — между Мясницкой и Маросейкой
- Алексеевский монастырь — на Волхонке (разобран перед строительством Храм Христа Спасителя)
- Крестовоздвиженский монастырь — на Воздвиженке
- Никитский монастырь — на Большой Никитской
- Георгиевский монастырь — между Тверской и Большой Дмитровкой
- Варсонофьевский монастырь — между Рождественкой и Лубянкой
- Моисеевский монастырь — находился в северо-западной части современной Манежной площади.

## Церкви Белого города
- Храм Христа Спасителя

Части Москвы XVII века

- Церковь Антипия на Колымажном дворе
- Церковь Архангела Гавриила на Чистых прудах
- Церковь Владимира в Старых Садех
- Церковь Воскресения Словущего на Успенском Вражке
- Церковь Всех Святых на Кулишках
- Церковь Георгия Победоносца в Старых Лучниках
- Церковь иконы Божией Матери «Знамение» на Шереметевом дворе
- Церковь Кира и Иоанна (снесена в 1934 году)
- Церковь Космы и Дамиана на Маросейке
- Церковь Космы и Дамиана в Шубине
- Церковь Малое Вознесение
- Церковь Николая Чудотворца в Звонарях
- Церковь Николая Чудотворца в Клённиках
- Церковь Николая Чудотворца в Подкопаях
- Церковь Николая Чудотворца в Сапожке (разрушена в 1930 году)
- Церковь Николая Чудотворца в Столпах (снесена в 1938 году)
- Церковь Петра и Павла у Яузских ворот
- Церковь Рождества Пресвятой Богородицы на Кулишках
- Церковь Святителя Николая в Старом Ваганькове
- Церковь Сергия Радонежского в Крапивниках
- Церковь Софии Премудрости Божией у Пушечного двора
- Церковь Спаса Преображения на Глинищах (была уничтожена в 1931 году. На её месте выстроен жилой дом по адресу: Лубянский пр., д. 17)
- Церковь Трёх Святителей на Кулишках
- Церковь Троицы Живоначальной в Хохлах
- Церковь Троицы Живоначальной на Грязех у Покровских ворот
- Церковь Успения Пресвятой Богородицы на Покровке (снесена в 1936 году)
- Церковь Успения Пресвятой Богородицы на Успенском Вражке
- Церковь Флора и Лавра у Мясницких ворот (снесена вместе с прилегающими строениями в 1934—1935 годах)
- Евангелическо-реформатская церковь (ныне — Центральная церковь евангельских христиан-баптистов)
- Лютеранская церковь Святых Петра и Павла